# Скелет птиц
Скелет птиц является частью опорно-двигательной системы и имеет ряд особенностей, связанных с приспособлением к основной форме передвижения — полёту. Лёгкость конструкции достигается пневматизацией костей, в полости которых заходят выросты воздушных мешков, а прочность и крепость — высоким содержанием солей и большим количеством срощенных костей.
Скелет птиц часто сравнивают со скелетами пресмыкающихся, в частности динозавров, с которыми он имеет множество общих черт. Многие кости черепа срослись без швов, челюсти в процессе эволюции видоизменились в клюв, который вместе с гибкой шеей формирует «универсальный манипулятор», заменяющий конечность. Поясничные, крестцовые и часть хвостовых позвонков срастаются в сложный крестец, грудные (у некоторых видов) — в спинную кость, что приводит к компактности и малоподвижности скелета туловища. Последние хвостовые позвонки у большинства видов образуют пигостиль. Птицы научились передвигаться только при помощи задних конечностей и адаптировали грудные конечности к полёту. В конечностях птиц развиты интеркарпальные (между косточками кисти) и интертарзальные (между косточками предплюсны) сочленения.

## Особенности скелета птиц
Способность к полёту — главнейшая особенность птиц. Именно она определяет особенности этого класса животных, включая общий план строения и строение скелета. Обычно предполагают, что способность к силовому полёту была ещё у последнего общего предка современных птиц, а нелетающие птицы её потеряли, но существует и версия, что этот предок был неспособен по крайней мере к длительному полёту и у части современных нелетающих птиц это состояние первично. Скелет летательного аппарата включает кости крыла, плечевой пояс, грудину с килем и хвостовые позвонки. Кроме того, в этот аппарат входят летательная мускулатура, маховые и рулевые перья. С помощью контурного оперения достигается обтекаемость корпуса — ещё одна важная составляющая адаптации к полёту. Из-за особого строения грудных конечностей птицы научились передвигаться по твёрдым поверхностям и по воде с помощью двух ног. В строении скелета птиц отчётливо прослеживаются адаптивные особенности, связанные с полётом как основным способом передвижения, у ряда видов — с модифицированными приспособлениями к нырянию, плаванию, бегу по земле или лазанию по стволам деревьев, скалам и другим вертикальным поверхностям.
Скелет птиц предельно упрощён и образован лёгкими, но прочными костями. Прочность достигается высоким содержанием минеральных солей, наивысшим среди позвоночных. Некоторые отделы скелета приобрели высокую прочность и жёсткость из-за слияния костей и устранения швов. В частности, произошло слияние многих позвонков, отсутствуют швы между костями черепа. Советский орнитолог Леонид Михайлович Шульпин отметил, что окостенение у птиц происходит по поверхности хряща, а не внутри, как у млекопитающих.
Общая масса скелета птиц составляет 8—18 % от массы тела. Доля массы скелета в массе тела не меньше, чем у других наземных позвоночных. Некоторые кости птиц, в частности тибиотарзус, плечевая, локтевая и малоберцовая кости, тяжелее, чем соответствующие кости млекопитающих.
В ходе эволюции для облегчения организма птицы заменили массивные зубастые челюсти на лёгкий клюв. Клюв и гибкая шея формируют «универсальный манипулятор», который птицы используют при кормёжке, чистке оперения, строительстве гнезда. За механическую обработку пищи при этом стал отвечать мускульный желудок, произошла редукция некоторых внутренних органов. Возможно, из-за этих изменений птицы не способны к живорождению. В итоге организм птицы освободился от балласта и стал ещё легче.
У самок птиц перед откладкой яиц в костномозговых полостях трубчатых костей между твердой наружной частью кости и костным мозгом образовывается особый тип костной ткани — т. н. медуллярная кость. Она представляет собой губчатую массу, состоящую из трабекул, связанных с внутренней поверхностью компактного костного вещества или лежащих в костной полости. При достаточном содержании в рационе ионов кальция она заполняет всю полость кости. В процессе яйцекладки медуллярная кость расходуется на образование скорлупы. При недостатке ионов кальция истончается компакта, и кости становятся ломкими. Рост медуллярной ткани и её рассасывание для выделения кальция регулируются несколькими гормонами в зависимости от физиологических потребностей. Наиболее богаты медуллярной костной тканью бедренные кости, ребра, кости таза — 23—27 % от массы кости.

### Пневматичность скелета
Облегчённость скелета птиц достигается за счёт нескольких анатомических особенностей: пневматизации, пористости губчатого вещества, высокой минерализации компактного вещества и раннего сращения костей. В первую очередь лёгкость скелета обусловлена ажурными костями с воздухоносными полостями, их наличие называют пневматичностью костей. В воздухоносных полостях располагается разветвлённая система лёгочных воздушных мешков. Они формируют две связанные между собой системы: воздушные мешки в костях туловища и конечностей (лат. saccus pulmonalis) связаны с лёгкими, в костях черепа и нижней челюсти (лат. saccus pharyngonasalis) — со слуховой капсулой и носовой областью. Эти системы наполняются независимо. Шульпин рассматривал систему нижней челюсти отдельно. Воздух поступает в кости через мелкие отверстия (лат. foramen pneumaticum). Повреждение кости может привести к затоплению воздушных мешков и лёгких кровью и последующей смерти птицы.
Пневматизация зачастую усиливается у более крупных представителей семейств по сравнению с более мелкими. Наиболее пневматичны самые крупные кости и кости крупных, хорошо летающих птиц. У тукана (Ramphastos) сильно пневматизирован череп, а у фрегатов (Fregata) воздух проникает даже в конечные фаланги пальцев. В исследованиях орнитологов Хорхе Кубо (Jorge Cubo) и Адриа Касиноса (Adrià Casinos) плечевая кость была пневматизирована в 70 % случаев, а бедренная — в 39 %. В частности, у всех исследуемых представителей соколообразных (Falconiformes) плечевая кость была пневматизирована, воздухоносные полости всегда отсутствовали в бедренных костях ястребиных (Accipitridae) и имелись у совиных (Strigidae). Длинные кости конечностей (локтевая и лучевая кости, тибиотарзус и цевка) у 35 взрослых птиц 24 видов были заполнены костным мозгом. Отсутствие воздухоносных полостей характерно для водоплавающих ныряющих птиц, таких как ржанкообразные (Charadriiformes) и пингвиновые (Spheniscidae). У вымерших нелетающих эпиорнисов (Aepyornis) пневматизированы кости бедра, а у нелетающих больших моа (Dinornis) пневматизации нет. Пневматизация была ещё у ящеротазовых динозавров и обнаружена у археоптерикса.
Пневматизация некоторых костей — одна из наиболее выраженных особенностей строения скелета птиц. Хотя воздушные полости существуют и у других позвоночных, в современном мире только у птиц они связаны с лёгкими. Пневматизация костей птиц была известна с XIII века, долгое время учёные полагали, что её основной целью является облегчение скелета, необходимое для полёта. Исследования Кубо и Касиноса 2000 года утверждают, что прямая связь пневматичности скелета с механической способностью к полёту отсутствует. У ряда хорошо летающих представителей класса длинные кости конечностей не имеют воздушных полостей и заполнены костным мозгом.

## Части скелета
1 — череп,
2 — шейные позвонки,
3 — вилочка,
4 — коракоид,
5 — крючковидные отростки рёбер,
6 — киль,
7 — коленная чашечка,
8 — цевка,
9 — пальцы,
10 — большая берцовая кость (тибиотарзус),
11 — малая берцовая кость
12 — бедренная кость
13 — седалищная кость,
14 — лобковая кость,
15 — подвздошная кость,
16 — хвостовые позвонки,
17 — пигостиль,
18 — сложный крестец,
19 — лопатка,
20 — поясничные позвонки,
21 — плечевая кость,
22 — локтевая кость,
23 — лучевая кость,
24 — пряжка,
25 — малый палец,
26 — большой палец,
27 — крылышко
Скелет птиц условно разделяют на осевой скелет (череп, позвоночник, грудная клетка) и скелет конечностей (плечевой и тазовый пояса, крылья и ноги). По другой же классификации скелет птиц подразделяется на осевой скелет (позвоночник), грудную клетку (грудина и рёбра), череп, скелет конечностей и их поясов.

### Череп
Череп птиц принадлежит к диапсидному типу. В нём выделяют мозговой череп (лат. neurocranium), включающий собственно мозговую (черепную) коробку, носовой отдел и область глазниц, и висцеральный череп (лат. splanchnocranium), к которому относят клюв, нёбные кости и подъязычный аппарат. Череп сильно сужен и вытянут впереди, у него огромные глазницы и тонкая цельная межглазничная перегородка, черепная коробка вздута и сдвинута назад, верхняя скуловая дуга и ямка редуцированы. Вместе с тем череп птиц обнаруживает много сходных черт с черепом пресмыкающихся. Особенное сходство демонстрируют вымершие рептилии птерозавры (Pterosauria), хотя оно по мнению Шульпина является результатом конвергентной эволюции при сходном образе жизни (полёте). Российский орнитолог Феликс Янович Дзержинский отмечал также, что в черепе птиц больше, чем у ящериц, разнообразных подвижных сочленений.
Из-за намного более крупного головного мозга птиц их черепная коробка резко выделяется по сравнению с пресмыкающимися. Её увеличение произошло за счёт разрастания парных лобных, теменных и чешуйчатых костей, а также комплекса боковых клиновидных костей. Увеличенные глазницы сжали щёчный отдел черепа и привели к исчезновению перекладин позади глазниц и между двумя височными ямками. У птиц в раннем возрасте сливаются вместе кости черепной коробки, образуя бесшовные соединения, повышая таким образом её прочность и снижая потребность в материале. Это стало возможным из-за неменяющихся размеров взрослых птиц. Менее всего кости черепа соединены у страуса (Struthio camelus) и пингвинов (Spheniscidae), которые не ведут летающий образ жизни.
Череп птиц, как и череп пресмыкающихся, обладает кинетичностью, или кинетизмом — подвижностью верхней челюсти относительно черепной коробки. В отличие от млекопитающих, птицы двигают и верхней, и нижней челюстью. Нижняя челюсть птиц, или подклювье, поделена на две части гибким участком, что позволяет расширить вход в глотку, необходимый для проглатывания крупной добычи или для цедильного аппарата. Гибкий участок имеет различную форму у разных видов.
Кинетичность черепа птиц достигается разными механизмами. У одних птиц — это гибкая пластинка в области переносицы, образованная телом носовой кости, служащим подвеской надклювья. Твёрдое нёбо и скуловая дуга соединяют нижнюю часть надклювья с квадратной костью. Они перемещаются продольно и синхронизируют движения надклювья вверх-вниз с качательными движениями квадратной кости. У других — надклювье прорезано длинной продольной ноздрёй и носит стебельчатый характер, изгибаясь на уровне ноздри. В любом случае область глазниц у птиц остаётся неподвижной и для них понятие мезокинетизма, когда гибкая зона находится между теменной и лобной костями, неприменимо. Кинетичность черепа позволяет амортизировать нагрузки на него под действием рабочих усилий при случайных ошибках, а также даёт возможность манипулировать объектами в клюве. Ещё в XIX веке учёные классифицировали птиц на основе типов нёба и, хотя эта классификация не подтвердилась в полном объёме, древненёбных птиц с жёстким надклювьем, способным только на амортизацию толчков, противопоставляют новонёбным, с более подвижным соединением.

### Позвоночник
Позвоночный столб у птиц делится на шейный, грудной, поясничный и хвостовой отделы, которые имеют свои особенности. Так для всех отделов позвоночника, кроме шейного, обладающего большой гибкостью, характерно сращение многих позвонков между собой, что обусловливает компактность и малоподвижность скелета туловища птиц и имеет большое значение при полёте. Поясничные, крестцовые и хвостовые позвонки срастаются в сложный крестец (лат. synsacrum), грудные (у некоторых видов) — в спинную кость (notarium, или os dorsale), а хвостовые (у большинства видов) — в пигостиль (pygostylus). Позвонки птиц относятся к гастроцентральному типу. Общее количество позвонков варьирует от 39 до 63.
Наиболее длинным и подвижным является шейный отдел. Он содержит от 9 до 25 позвонков (по другим данным, от 11 до 22, или от 11 до 25). Череп соединён с позвоночником одним затылочным мыщелком (лат. condylus occipitalis), что также свидетельствует об их близком родстве с пресмыкающимися. Вращение головы осуществляется между черепом и атлантом (I шейным позвонком), как и у рептилий. Атлант и эпистрофей — первый и второй шейные позвонки — обладают повышенной сгибательно-разгибательной подвижностью, в них сохраняются гипоцентры. Шейные рёбра сильно укорочены и неподвижно прирастают к телам позвонков, суставные поверхности которых седловидны. Особая гибкость шеи достигается за счёт того, что суставные щели не мешают взаимной подвижности позвонков, они проходят по касательным к их дуговым траекториям. Позвонки шеи гетероцельные, или разновогнутые (передневогнутые при взгляде снизу и задневогнутые при взгляде сбоку). Центр поворота при этом располагается в заднем из двух позвонков. Многие птицы могут поворачивать шею на 180°, некоторые — до 270°, а также изгибать её. Благодаря одному затылочному мыщелку птицы обладают высокой подвижностью головы относительно шеи.
Грудной отдел позвоночника большинства птиц негибок. В нём насчитывается от 3 до 10 позвонков, обычно от 5 до 8. Позвонки грудного отдела и подвижно связанные с ними грудные рёбра достигают грудины и участвуют в формировании грудной клетки. У голубеобразных, курообразных и ряда других групп встречается срастание некоторого количества грудных позвонков (от 2 до 6) в спинную кость. Одной из крупнейших костей скелета птиц является грудина. Эта тонкая кость с крупными окнами нередко выходит за рамки грудной полости вниз, образуя значительный участок стенки брюшной полости. Нижнюю сторону грудины занимает киль (лат. carina или crista sterni). Он имеется у всех летающих птиц и у пингвинов, поскольку к нему прикрепляется мощная и сильно развитая летательная мускулатура (подключичные и большие грудные мышцы). Высокий киль обеспечивает размещение крепящихся к нему главных летательных мышц без угрозы их сдавливания. Чем крупнее киль, тем больше птица приспособлена к полёту. Самый крупный киль относительно размеров тела у колибри (Trochilidae), киль отсутствует у крупных нелетающих птиц, в частности у страусов, эму (Dromaius novaehollandiae), нанду (Rhea), казуаров (Casuarius). Более того, у бескилевых (Ratitae) даже во взрослом состоянии грудина не всегда срастается. Рёбра состоят из позвоночного и грудинного отделов с подвижным соединением. Более крупный позвоночный отдел у птиц (кроме паламедей) снабжён крючковидным отростком (лат. processus uncinatus), выступающим назад и налегающим снаружи на последующее ребро. Из-за этих отростков наружные межрёберные мышцы крепятся вдоль рёбер, а не наискосок. Таким образом, при вдохе позвоночный отдел рёбер поворачивается вперёд, а грудина сильнее удаляется от позвоночника.
Крестцовый отдел позвоночника усилен, у птиц формируется сложный крестец, который состоит из последнего грудного позвонка, поясничных, крестцовых и нескольких хвостовых позвонков. В общей сложности количество позвонков сложного крестца варьирует от 10 до 23. Некоторые исследователи полагают, что сложный крестец состоит только из крестцовых позвонков и не включает позвонки других отделов. Позвонки соединены с подвздошными костями таза, гарантирующими его абсолютную жёсткость. На сложный крестец опираются половинки таза, которые лишены других связей.
Хвостовой отдел позвоночника состоит из примерно шести подвижных позвонков переднего отдела и примерно шести позвонков заднего отдела, слитых в пигостиль (копчиковую кость), к боковым поверхностям которого веером прикрепляются основания рулевых перьев. Таким образом пигостиль поддерживает рулевые перья. По другим данным, количество позвонков хвостового отдела варьирует от 4 до 9. По сравнению с рептилиями, хвостовой отдел у птиц намного меньше, так как крупный хвост не требуется для баланса с маленькой головой вокруг центра тяжести. По другим предположениям, большой хвост динозавров играл роль дополнительной опоры. У большинства бескилевых (Palaeognathae), в том числе у некоторых летающих (тинамуобразных, Tinamiformes), тазовые хвостовые позвонки не срастаются и пигостиль не образуют.

### Скелет конечностей
Скелет конечностей включает плечевой и тазовый пояса, а также присоединённые к ним свободные грудные и тазовые конечности. Свободные конечности состоят из типичных отделов — плечо, предплечье и кисть — и устроены по общей схеме.
Плечевой пояс птиц состоит из пары ключиц, коракоидов и лопаток и обладает высокой прочностью. Лопатки саблевидной формы малоподвижны, а тонкие ключицы, срастаясь, образуют вилочку (лат. furcula). Мощные и длинные коракоиды увеличивают пространство для грудных и надкоракоидальных мышц, но в то же время выносят плечевые суставы далеко вперёд и вверх, что помогает совместить центр масс тяжести с точкой приложения подъёмной силы крыльев. Подвижные соединения в пределах плечевого пояса позволяют совместить его высокую прочность с большой подвижностью грудной клетки.
Скелет крыла птиц включает все типичные отделы конечности и состоят из плечевой, лучевой и локтевой кости и костей кисти. Крыло обладает набором особых мышц, сухожилий и кожистых перепонок и не может быть полностью вытянуто. Кости крыла всегда расположены под углом друг к другу, а его отделы могут двигаться только в плоскости крыла из-за крупных рельефных головок костей, к которым крепятся мышцы. Плечо и предплечье почти не изменены, а кисть сильно преобразована: части пясти и запястья срастаются в сложную пястно-запястную кость, или пряжку (интеркарпальное соединение). Кроме того, в кисти произошла редукция ряда костей — сохранились только три пальца. По анатомическим, палеонтологическим и молекулярным данным, это 1-й, 2-й и 3-й пальцы, а по эмбриологическим — 2-й, 3-й и 4-й. Это несоответствие объясняют по-разному; вероятнее всего, зачатки пальцев 2-4 у птиц стали следовать генетической программе развития пальцев 1-3 (см. Птичье крыло). В обход номеров учёные часто называют их крылышковым, большим и малым. К крылышковому пальцу крепится крылышко. Наиболее развит большой палец. Обычно у него две фаланги, а у остальных — по одной. У некоторых птиц когти на пальцах крыла выступают за фаланги. Первостепенные маховые перья крепятся к пряжке и фалангам пальцев; количество перьев, прикреплённых к каждой кости, является важной характеристикой при классификации птиц. Современные нелетающие птицы, в частности пингвины и киви, имеют схожее с остальными птицами строение крыла, но уменьшенные размеры костей.
Тазовый пояс состоит из пар подвздошных, седалищных и лобковых костей. Тоненькие лобковые кости отклонены назад, как и у динозавров отряда птицетазовые (Ornithischia), хотя такое сходство является результатом конвергентной эволюции. Лобковые кости прикреплены к наружному краю седалищных костей. У большинства птиц таз открытый — его половинки крепятся только к крестцовому отделу и лишены других связей — то есть лобковые и седалищные кости своими концами не соединяются внизу с соответствующими костями противоположной стороны. Такое строение позволило птицам откладывать крупные яйца. Закрытый таз (наличие лобкового сочленения) наблюдается только у страусов, яйца которых невелики в сравнении с телом, при этом тазовые концы лобковых костей срослись вторично, по видимому в связи с высокой адаптацией к бегу. Коленный сгиб у птиц обращён вперёд, коленный сустав прилегает к рёбрам и располагается на уровне тазовой части грудной клетки. Таким образом, туловище свисает между задними конечностями. У водных и особенно ныряющих птиц, в частности гагар и поганок, произошло относительное удлинение и сужение таза в сравнении с большинством других птиц за счёт сближения головок бедренных костей, что привело к уменьшению площади поперечного сечения тела.
Бедро короткое и малоподвижное, большая берцовая кость удлинена, малая берцовая кость редуцирована и частично слилась с большой берцовой. Коленный сустав спереди прикрывает коленная чашечка, особенно хорошо развитая у ныряющих птиц. Большая берцовая кость срастается с проксимальными костями предплюсны (пяточной и таранной) в одну кость — тибиотарзус (лат. tibiotarsus). Дистальный ряд костей предплюсны и все кости плюсны срастаются в длинную и тонкую цевку, что даёт дополнительный сустав на ногах и увеличивает длину шага. Особенно удлинена цевка у околоводных птиц (куликов, голенастых, журавлей). Межплюсневой сустав между цевкой и голенью, таким образом, проходит между рядами косточек предплюсны (интертарзальное соединение).
На ноге обычно четыре пальца, число фаланг у которых варьирует от 2 до 5. В связи с адаптацией к бегу по ровной поверхности задний палец может быть редуцирован. Иногда число пальцев сокращается до двух (африканский страус). Последняя фаланга каждого пальца прикрыта хорошо развитым когтем. В преобладающем большинстве случаев расположение пальцев птиц — три вперёд и один назад, его называют анизодактильной лапой; кроме того, в зависимости от направления пальцев у птиц выделяют зигодактильную, гетеродактильную, помпродактильную лапы, и даже синдактильную, когда пальцы частично или полностью срастаются. Почти лишённые мышц цевка и пальцы опутаны сухожилиями мышц бедра и голени, из-за чего, например, сгибание ноги автоматически сводит пальцы, повышая цепкость захвата ветки. У кедровки (Nucifraga caryocatactes) короткие мышцы отсутствуют на трёх пальцах.
Шпоры (крупные костные выросты, покрытые роговым чехлом) у птиц могут располагаться в разных частях скелета конечностей. Шпоры на крыльях характерны для казуаров (Casuarius), паламедей (Anhimidae), некоторых ржанковых (Charadriidae), белых ржанок (Chionidae) и якан (Jacanidae), шпоры на цевке — самцов гусеобразных и курообразных. Часто птицы демонстрируют шпоры во время агрессивного поведения. Домашние петухи могут драться с использованием шпор до смерти. Шпоры никак не связаны с когтями. Слабо развитые рудиментарные коготки имеются у некоторых птиц на первом (некоторые хищные птицы, гуси, паламедеи) и на втором пальцах крыла (гоацин, казуары, киви).

## Эволюция

### Изменение задних конечностей
Существенное сходство в строении задних конечностей птиц и динозавров связано с их способностью ходить на двух ногах, или бипедализмом. В XX веке господствовало мнение, что переход к двуногости произошёл из-за преобразования грудных конечностей в крылья. Современные учёные считают, что он, напротив, являлся необходимым условием возникновения полёта.
Переход к использованию только задних конечностей для передвижения сопровождался усилением жёсткости поясничного и крестцового отделов. Лобковые кости птиц и некоторых двуногих динозавров обращены назад. Учёные связывают это со сдвигом центра тяжести тела назад. В качестве причины этого сдвига называют переход к двуногости или развитие мощных грудных конечностей, как у археоптерикса. Крупный и тяжёлый хвост двуногих динозавров, возможно, служил дополнительной опорой. Частичная редукция хвоста и последующее образование пигостиля произошли из-за отклонения назад первого пальца тазовой конечности, у динозавров с длинным жёстким хвостом развитие стопы происходило по-другому. Этот процесс, по-видимому, проходил параллельно у птиц и динозавров. В целом анизодактильная стопа, имеющая также лучшую хватательную способность и позволяющая уверенно передвигаться и по земле, и по веткам, является предковой для птиц. На этом фоне выделяются птерозавры, которые в процессе неудачных эволюционных изменений не могли полноценно передвигаться на двух ногах, но взамен развили принципиально отличный от птиц летательный аппарат.
У птиц и динозавров параллельно развивалась также парасагиттальная ориентация задних конечностей, при которой ноги расположены вдоль тела, а не расставлены вбок. Эти преобразования связаны с наличием межтарзального сустава с горизонтальной осью вращения. Скелет таза птиц имеет типичную ориентацию элементов, несмотря на его функциональное разнообразие (способность плавать, нырять, обитать на деревьях и земле, держать добычу). В то же время тазовые конечности динозавров имеют только одну специализацию — бипедализм.
Существует несколько гипотез появления полёта. Наиболее популярны «древесная» гипотеза (или «сверху вниз») и «бегательная» (или «с земли вверх»). В первой гипотезе птицы произошли от текодонтов, а во второй — от бегающих динозавров-теропод. Обе теории основываются на строении тазовой конечности. Птицеподобная конечность с удлинённой цевкой, межтарзальным суставом и редуцированной малоберцовой костью могла развиться у птиц и динозавров параллельно или быть унаследованной птицами от динозавров.

### Изменения грудных конечностей
Изменения задних конечностей никак не повлияли на расположение грудных, которые у птиц оставались латерально расставленными, а у динозавров перешли к парасагиттальной ориентации. При этом грудные конечности, освобождённые от опорной функции, имели широкие возможности для эволюционных изменений. Сторонники бегательной гипотезы полагают, что полёт сформировался через быстрый бег, подпрыгивание, а затем планирование. грудные конечности могли использоваться для цепляния после прыжка или в качестве «ловчих сетей для насекомых», животные могли махать ими, помогая себе во время прыжка. По древесной гипотезе предки птиц залезали на деревья с помощью грудных конечностей, а оттуда планировали, после чего перешли к полёту.
Согласно одной из гипотез, наземные предки птиц во время бега на высокой скорости совершали порхающие движения оперёнными передними конечностями, которые имели высокую подвижность. Летательная перепонка формировалась от наиболее быстро двигающихся элементов конечности. Именно порхающий полёт лёг в основу машущего полёта птиц. По другой гипотезе, эволюционный переход проходил от планирования к машущему полёту, при этом межпальцевая перепонка сформировалась как надставка к планирующему крылу. Белорусский орнитолог Иван Александрович Богданович ставит под сомнение приспособленность грудной конечности к лазанию или цеплянию перед её преобразованием в крыло. Способная хватать кисть удлинена, первый палец противостоит остальным, развиты мышцы кисти. Однако уже у Protoavis texensis — возможного предка веерохвостых птиц — количество пальцев грудных конечностей сокращено до трёх, сильно развиты сухожилия, связывающие кисть с локтевой костью, и надкоракодальный мускул, поднимающий конечность.
Оперённое крыло может обеспечить активный полёт даже при умеренной массе летательных мышц. Поэтому у птиц без узких специализаций — курообразных — масса мышц грудных и задних конечностей сравнима, что способствовало их параллельному развитию, хотя у специализированных форм масса тех или других мышц может резко преобладать. Кроме того, современные птицы демонстрируют баланс между шириной плечевого и тазового поясов. Для устойчивого полёта необходимо, чтобы центр тяжести был близок к плечевым суставам, а для наземного передвижения — к коленным суставам. Птицы перераспределяют вес за счёт удлинения грудных конечностей.

## Подготовка скелета
Скелет птиц помогает исследователям изучать их мускулатуру и расположение внутренних органов. Кости служат рычагами при механическом движении мышц, а в местах крепления мышц обычно формируются отростки, которые позволяют палеонтологам классифицировать фоссилии птиц, у которых не осталось и следа мышц.
Обычно скелет извлекают из птиц с повреждённой кожей, оперением или внутренними тканями. Для особо редких птиц может потребоваться сохранение и скелета, и кожи. Если обычно ноги и клюв сохраняют вместе с кожей, то в этом случае они остаются со всем скелетом. Скелет птиц очень хрупкий и требует специальных методов, чтобы извлечь его без повреждений. При подготовке к процессу тушку вымачивают в горячей воде или растворе формалина, как и млекопитающих, однако это может привести к повреждению костей. Формалин плохо проникает под перья птиц, поэтому сначала их вымачивают в спирте, а перед окончательной обработкой — кипятят несколько минут в растворе соды. Менее рискованным способом является использование жуков-кожеедов (Dermestidae), которые поедают плоть с костей. При работе с жуками в первую очередь убирается кожа, внутренние органы и мышцы, которые можно отделить, не повредив скелет. При этом у птиц оставляют глаза. Затем тушку закрепляют в позиции, в которой лапы и крылья прижаты к телу, и помещают на алюминиевую фольгу (бумагу жуки могут съесть). После сушки контейнер со скелетом помещают к жукам, которые съедают оставшуюся плоть, а затем в холодильник, чтобы предотвратить распространение жуков по лаборатории.
Классическими объектами при изучении скелета птиц считаются сизый голубь (Columba livia) и серая ворона (Corvus corone). Для изучения скелета головы готовят череп птенцов на стадии вылупления для выводковых птиц и на 7—10 день — для птенцовых.